# 越前大野鉄道部
越前大野鉄道部（えちぜんおおのてつどうぶ）とは、福井県大野市にあった西日本旅客鉄道（JR西日本）の鉄道部の一つである。

## 概要
ローカル線の活性化と効率的な鉄道運営ができるように、JR西日本は1990年6月1日から主に支線区に対して鉄道部制度を導入し地域の特性に応じた業務が行われていた。しかし、鉄道部制度の見直しになり2008年6月1日に廃止された。
金沢支社の管轄で、越美北線の全線を管理エリアとしていた。

## 所属車両の車体に記されていた略号
金沢支社を意味する「金」と、越前大野を意味する「エチ」から構成された「金エチ」であった。

## 所属車両
車両基地は越前大野駅構内に設けられており、2008年4月1日現在は以下の通りであった。
- キハ120形気動車
  - 200番台5両が所属しており、福井駅 - 九頭竜湖駅間で運用されている。
- キハ58系気動車
  - キハ58形2両（キハ58 1047・1114）、キハ28形2両（キハ28 2360・2466）が所属しており、福井駅 - 一乗谷駅間で運用されていた。
  - また国鉄色のキハ58 1047・キハ28 2466は高岡鉄道部（元・金沢総合車両所所属車）の同系と併結して、臨時列車と定期列車の増結運用で活躍していた。

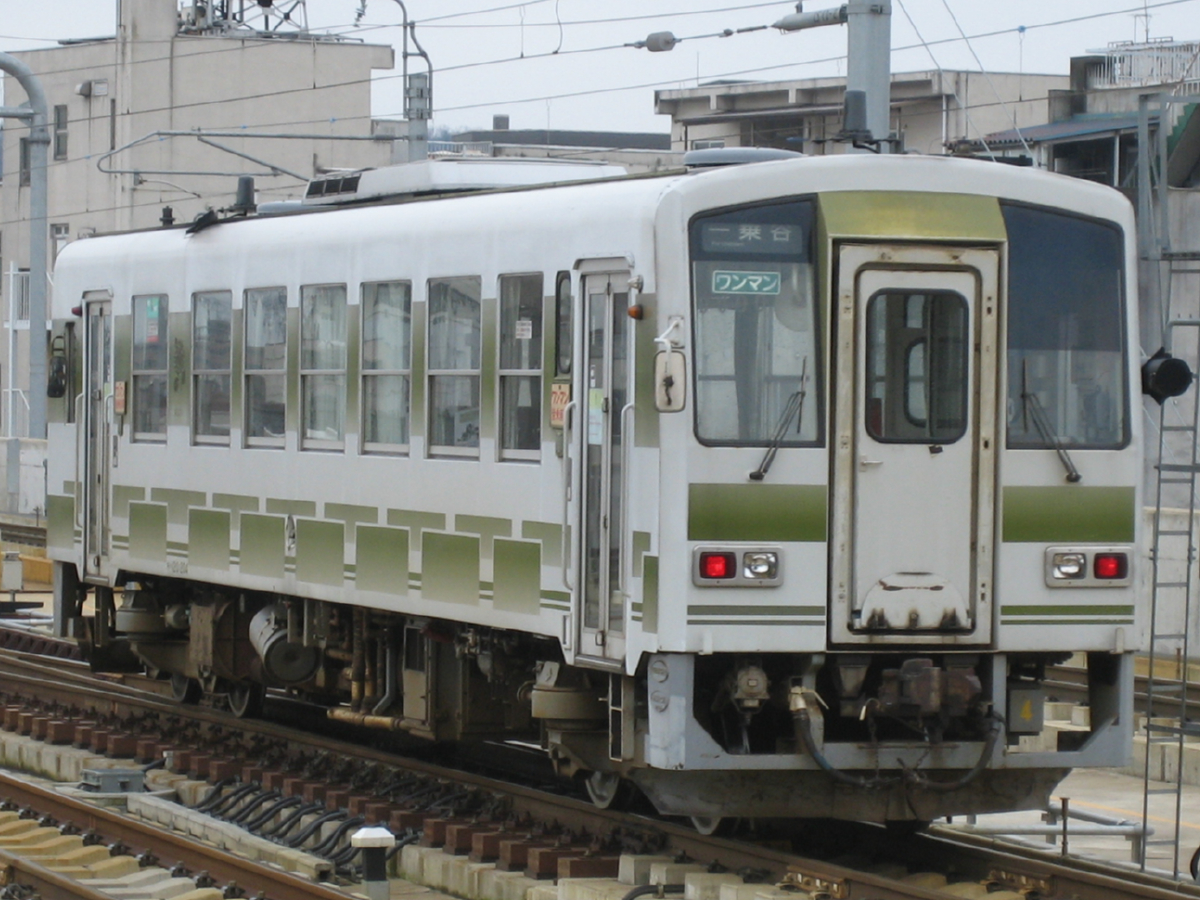
越前大野鉄道部時代の塗装のキハ120形気動車（2006年3月）
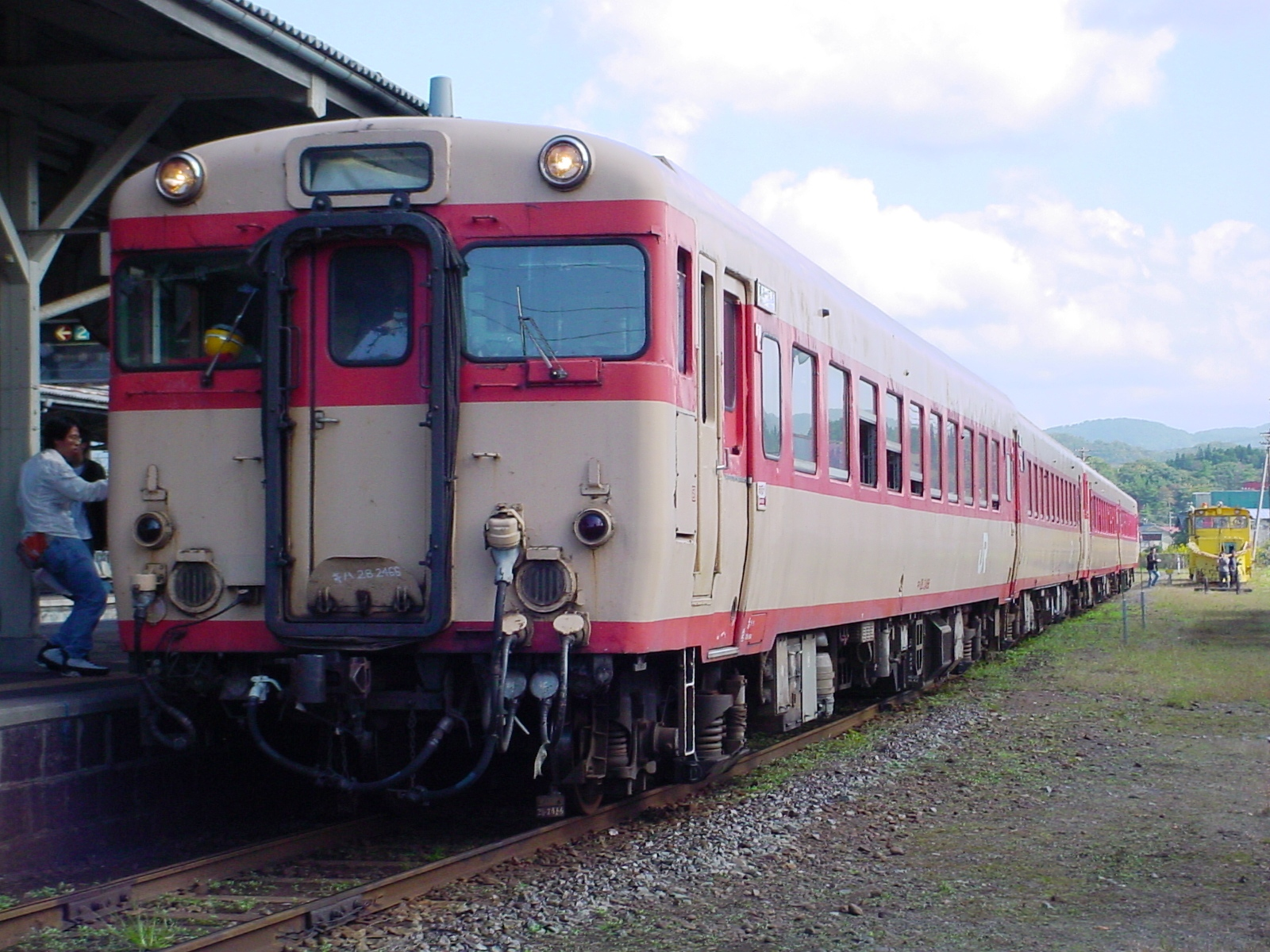
臨時急行あまるべに運用された越前大野鉄道部所属のキハ28形2466（山陰本線浜坂駅）

## 歴史
- 1990年（平成2年）6月1日：鉄道部制度に伴い、第1次鉄道部として発足[3][4]。
- 2008年（平成20年）6月1日：福井地域鉄道部と統合により廃止され、運転関係は福井運転センターと統合される[5]。